# Bernhard Askani
Bernhard Askani (* 13. März 1937 in Scherzheim; † 6. Juni 2003) war ein deutscher Geschichtsdidaktiker und Schulbuchautor.
Der Sohn eines Pfarrers legte die Reifeprüfung 1956 am Hebel-Gymnasium in Schwetzingen ab. Zunächst studierte er an der Universität Heidelberg die Fächer Geschichte, Deutsch und Französisch, seit Sommersemester 1957 an der Universität Tübingen und seit dem Wintersemester 1957/58 an der Universität Freiburg im Breisgau. Danach kehrte Askani an die Heidelberger Universität zurück, wo er im Frühjahr 1961 das Staatsexamen bestand. Dort wurde er 1963 auf Anregung von Fritz Ernst promoviert mit einer Arbeit über die Beurteilung des Kaisers Otto II. in der Geschichtsschreibung vom 10. Jahrhundert bis zur Gegenwart. Ab 1964 unterrichtete er als Gymnasiallehrer in Freiburg i. Br. und Mannheim. Ab 1972 hatte er einen Lehrauftrag für Didaktik des Geschichtsunterrichts an der Universität Mannheim und ab 1978 war er Fachleiter für Geschichte am Lehrerausbildungsseminar in Heidelberg.
Viele Jahre wirkte Askani als Organist und Chorleiter der evangelischen Gemeinde von Brühl. Einen Namen machte sich Askani als Herausgeber und Autor von Schulbüchern für den Geschichtsunterricht; seine zahlreichen, zum Beispiel im Westermann-Verlag erschienenen und zusammen mit Elmar Wagener verfassten Geschichtswerke sowie seine „Anno-Arbeitsblätter“ für den Geschichtsunterricht werden größtenteils bis heute verwendet. Askani verfasste den ersten Artikel in der ersten Nummer der ebenfalls im Westermann-Verlag erscheinenden Zeitschrift Praxis Geschichte.

## Schriften
Monografien
- Das Bild Kaiser Ottos II. Die Beurteilung des Kaisers und seiner Regierung in der Geschichtsschreibung vom 10. Jahrhundert bis zur Gegenwart. Dissertation, Heidelberg 1963.

Herausgeberschaften
- Anno. Braunschweig 1994.
  - Anno. Bd. 4: Das 20. Jahrhundert. Braunschweig 2006, ISBN 3-14-110944-3.
  - Anno. Bd. 1: Von der Vorgeschichte bis zum frühen Mittelalter. Braunschweig 2006, ISBN 3-14-110941-9.
  - Anno. Bd. 3: Von der Französischen Revolution bis zum Ersten Weltkrieg. Braunschweig 2005, ISBN 3-14-110943-5
  - Anno. Bd. 2: Vom Mittelalter bis zum Ende des Absolutismus.  Braunschweig 2005, ISBN 3-14-110942-7